# Piñango
Piñango è una cittadina venezuelana ubicata nel comune di Miranda nello stato di Mérida.
Si trova nella regione montagnosa del pendio di nordovest della Sierra La Culata, al nord dello stato.
Anteriormente conosciuto col nome di Pueblo de la Sal era utilizzato come rotta per il trasporto di sale dalle saline del nord del lago di Maracaibo verso le regioni andine.
Malgrado il villaggio sia molto vicino al Parco Nazionale Sierra de la Culata, foreste della nube in prossimità della città sono state devastate da un processo di conversione dei terreni accelerata dalla coltivazione d'ortaggi e fiori e allevamenti di bestiame d'altura.
In queste foreste fu scoperto e descritto il "rospo rossoverde di Piñango" (Atelopus pinangoi Rivero, 1982), attualmente considerato in pericolo critico.

## Toponomastica
Originariamente chiamata San Antonio de la Sal, in seguito Pueblo de la Sal, poi in onore al Primo Governatore di Mérida Judas Tadeo Piñango, venne chiamato Piñango.